# 운명의 맥클라우드
《운명의 맥클라우드》(영어: Brewster McCloud)는 미국에서 제작된 로버트 올트먼 감독의 1970년 블랙 코미디 영화이다. 버드 코트 등이 출연하였고, 루 애들러 등이 제작에 참여하였다. 텍사스주 휴스턴에서 촬영되었다.

## 출연진
- 버드 코트
- 샐리 켈러먼
- 마이클 머피
- 윌리엄 윈덤
- 셸리 듀발
- 러네이 오베어전와
- 마거릿 해밀턴
- 코리 피셔
- 스테이시 키치
- 존 셕
- 버트 렘슨
- 제니퍼 솔트
- G. 우드
- 딘 고스
- 윌리엄 볼드윈
- 로니 캐믹
- 매릴린 번스

## 기타 제작진
- 협력 제작: 로버트 에건와일러, 제임스 마겔러스
- 배역: 게리 체이슨